# سوزي غاريت
سوزي غاريت (بالإنجليزية: Susie Garrett)‏ هي عازفة جاز وممثلة أمريكية، ولدت في 29 ديسمبر 1929 في ديترويت في الولايات المتحدة، وتوفيت في 24 مايو 2002 في ساوثفيلد في الولايات المتحدة بسبب سرطان.

## وصلات خارجية
- سوزي غاريت على موقع IMDb (الإنجليزية)
- سوزي غاريت على موقع ألو سيني (الفرنسية)
- سوزي غاريت على موقع ميوزك برينز (الإنجليزية)
- سوزي غاريت على موقع قاعدة بيانات الأفلام السويدية (السويدية)
- سوزي غاريت على موقع قاعدة بيانات الفيلم (الإنجليزية)
- سوزي غاريت على موقع كينوبويسك (الروسية)